# Grant-Gletscher
Der Grant-Gletscher ist ein im Flathead National Forest im US-Bundesstaat Montana gelegener Gletscher. 
Der Gletscher ist 320 m lang und entwässert zum Middle Fork Flathead River. Fotografien belegen, dass der Gletscher im 20. Jahrhundert im Zuge der globalen Gletscherschmelze stark zurückgegangen ist.